# Nosopsyllus fasciatus

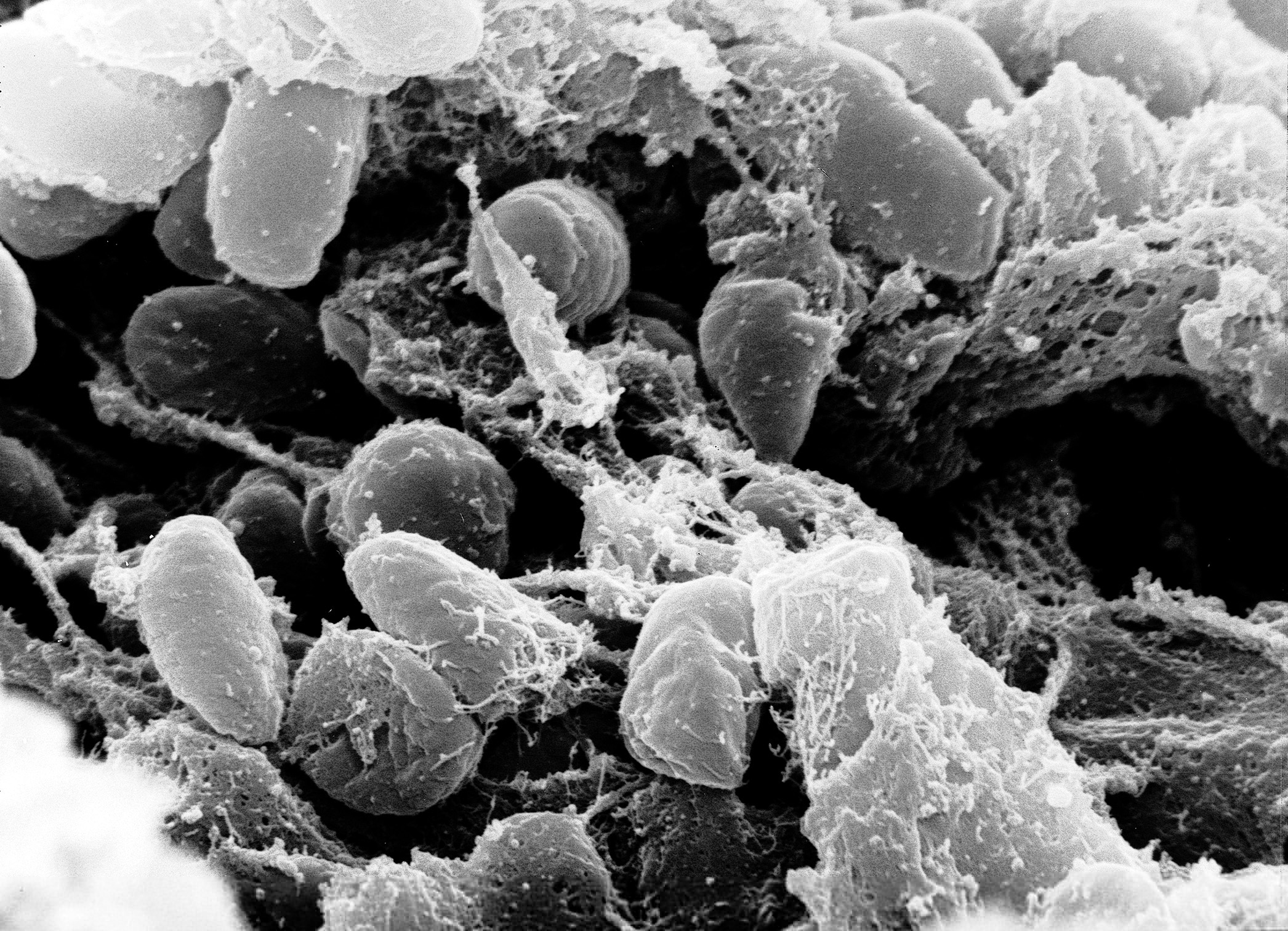
Yersinia pestis 2000 × vergroot.

Nosopsyllus fasciatus, of de noordelijke rattenvlooi, was een drager van Yersinia pestis, oftewel de pestbacterie.